# Gangzha
Gangzha (chinesisch 港闸区, Pinyin Gǎngzhá Qū) ist ein ehemaliger Stadtbezirk der bezirksfreien Stadt Nantong in der chinesischen Provinz Jiangsu an der Mündung des Jangtse. Gangzha hatte eine Fläche von 134 km² und zählte 266.326 Einwohner (Stand: Zensus 2010). Gangzha wurde 2020 in den Stadtbezirk Chongchuan eingegliedert.

## Administrative Gliederung
Auf Gemeindeebene setzte sich der Stadtbezirk aus vier Straßenvierteln und zwei Gemeinden zusammen. 